# Cyrille Chatelain
Cyrille Chatelain es un botánico y artista suizo nacido en 1963. Es conservador del Conservatorio y jardín botánico de Ginebra donde es responsable de las colecciones africanas y de la base de datos African Plant Database.
Ha escrito e ilustrado un libro sobre semillas y contribuye igualmente a los protologos realizando los dibujos científicos

## Publicaciones

### Libros
- Alain Dobignard, Cyrille Chatelain. Index synonymique de la flore d’Afrique du Nord, Genève, Ville de Genève. Ed. des Conservatoire et Jardin Botaniques, 2010-2013 — t. 1, abril de 2010, 455 p. ISBN 978-2-8277-0120-9 t. 2, abril de 2011, 428 p. ISBN 978-2-8277-0123-0 t. 3, junio de 2011, 449 p. ISBN 978-2-8277-0124-7, t. 4, abril de 2012, 431 p. ISBN 978-2-8277-0126-1 t. 5, junio de 2013, 451 p. ISBN 978-2-8277-0128-5
- Cyrille Chatelain. Graines nomades, Saint-Rémy-de-Provence, Équinoxe, 2009, 95 p. ISBN 978-2-84135-587-7
- Cyrille Chatelain. Possibilités d'application de l'imagerie satellitaire à haute résolution pour l'étude des transformations de la végétation en Côte d'Ivoire forestière, Genève, 206 p.
- Raphaël D. Eklu-Natey, Annie Balet, Amakoué Michel Robert Ahyi, Édouard Joshua Adjanohoun, Laurent Aké Assi, François Borst, Cyrille Chatelain, Drissa Diallo, Mamadou Koumaré, Kurt Hostettmann, Lassina Sanou, Robert Casimir Dosseh-Anyron, Adama Bakayoko, Emmanuel Bassene, Zéphirin Dakuyo, Messanvi Gbeassor, Bienvenu Sambou, Kaoussou Sambou. Pharmacopée africaine : dictionnaire et monographies multilingues du potentiel médicinal des plantes africaines : Afrique de l'Ouest. Lausanne, ed. d'en-bas, 2012 ISBN 9782829004360 ISBN 2829004361 — t. 1, XLIV 911 p. ISBN 978-2-8290-0432-2 t. 2, LIII-999 p. ISBN 978-2-8290-0433-9

### Artículos
- Gaëlle Bocksberger, Jan Schnitzler, Cyrille Chatelain, Philippe Daget, Thomas Janssen, Marco Schmidt, Adjima Thiombiano, Georg Zizka, David Ward. «Climate and the distribution of grasses in West Africa». J Veg Sci 27 (2): 306-317 Wiley-Blackwell 11 de enero de 2016 ISSN 1100-9233, DOI 10.1111/jvs.12360
- Mark van Kleunen, Wayne Dawson, Franz Essl, Jan Pergl, Marten Winter, Ewald Weber, Holger Kreft, Patrick Weigelt, John Kartesz, Misako Nishino, Liubov A. Antonova, Julie F. Barcelona, Francisco J. Cabezas, Dairon Cárdenas, Juliana Cárdenas-Toro, Nicolás Castaño, Eduardo Chacón, Cyrille Chatelain, Aleksandr L. Ebel, Estrela Figueiredo, Nicol Fuentes, Quentin J. Groom, Lesley Henderson, Inderjit, Andrey Kupriyanov, Silvana Masciadri, Jan Meerman, Olga Morozova, Dietmar Moser, Daniel L. Nickrent, Annette Patzelt, Pieter B. Pelser, María P. Baptiste, Manop Poopath, Maria Schulze, Hanno Seebens, Wen-sheng Shu, Jacob Thomas, Mauricio Velayos, Jan J. Wieringa, Petr Pyšek. «Global exchange and accumulation of non-native plants». Nature 525 (7567): 100-103, Nature Publishing Group 19 de agosto de 2015 ISSN 0028-0836, DOI 10.1038/nature14910
- Erwan Quéméré, Fabrice Hibert, Christian Miquel, Emeline Lhuillier, Emmanuel Rasolondraibe, Julie Champeau, Clément Rabarivola, Louis Nusbaumer, Cyrille Chatelain, Laurent Gautier, Patrick Ranirison, Brigitte Crouau-Roy, Pierre Taberlet, Lounès Chikhi, Ludovic Orlando. [http://journals.plos.org/plosone/article?id=10.1371/journal.pone.0058971 « A DNA Metabarcoding Study of a Primate Dietary Diversity and Plasticity across Its Entire Fragmented Range». PLoS ONE, Public Library of Science 8 (3) (PLoS) 19 de marzo de 2013, e58971 (ISSN 1932-6203, DOI 10.1371/journal.pone.0058971
- Jaime García Márquez, Carsten Dormann, Jan Henning Sommer, Marco Schmidt, Adjima Thiombiano, Sié Sylvestre Da, Cyrille Chatelain, Stefan Dressler, Wilhelm Barthlott. «A methodological framework to quantify the spatial quality of biological databases» Biodiversity & Ecology, Univ. de Hamburgo, Biodiversitat, Evolution & Okologie der Pflanzen 4: 25-39, 10 de septiembre de 2012 ISSN 1613-9801, DOI 10.7809/b-e.00057
- Laurent Gautier, Cyrille Chatelain, Martin Callmander, Peter B. Phillipson. «Richness, similarity and specificity of Madagascar flora compared with Sub-Saharan Africa» Plant Ecology & Evolution, Botanical Garden Meise 145 (1): 55-64 12 de marzo de 2012, ISSN 2032-3921, DOI 10.5091/plecevo.2012.591
- Nicolas Delley, Cyrille Chatelain. «R-Pod, essais en forêt dense ivoirienne avec un drone» Géomatique Suisse : géoinformation et gestion du territoire, Schweizerischer Verein für Vermessung und Kulturtechnik, 2013 (DOI 10.5169/seals-309926
- Cyrille Chatelain, Laurent Aké Assi, Laurent Gautier, Rodolphe Spichiger. «Atlas de distribution des plantes de Côte d'Ivoire». Boissiera 64: 1-400, 2011 DOI 10.13140/RG.2.1.2491.5925

### Ilustraciones científicas
- Josef Bogner, Louis Nusbaumer. « A new species of Carlephyton (Araceae) from northern Madagascar with notes on the species of this genus». Willdenowia 42 (2): 209-217, Botanic Garden & Botanical Museum Berlin-Dahlem BGBM 17 de dic 2012 ISSN 0511-9618, DOI 10.3372/wi.42.42206,[3]